# Joaquín Rocha
Joaquín Rocha Herrera (Città del Messico, 16 agosto 1944) è un ex pugile messicano.

## Palmarès

### Olimpiadi
- 1 medaglia:
  - 1 bronzo (Città del Messico 1968 nei pesi massimi)